# Stammliste der Familie von der Decken
Herewart und Alverik von Deca sind um 1250 erstmals urkundlich erwähnt als Vasallen des Ritters Friedrich von Haseldorf. Sie sind die ersten nachgewiesenen Mitglieder der Familie von der Decken.
Das Geschlecht lässt sich bis zu Nicolaus de Deken zurückverfolgen, einem Knappen, der ungefähr von 1290 bis 1360 lebte.

## Stammliste
Auszug aus den Stammtafeln zur Darstellung der Verwandtschaft der bekannten Namensträger
Urkundliche Nachweise zur Genealogie der Familie sind sehr umfangreich in den Anmerkungen zu den Stammtafeln.

### Bis zum 16. Jahrhundert

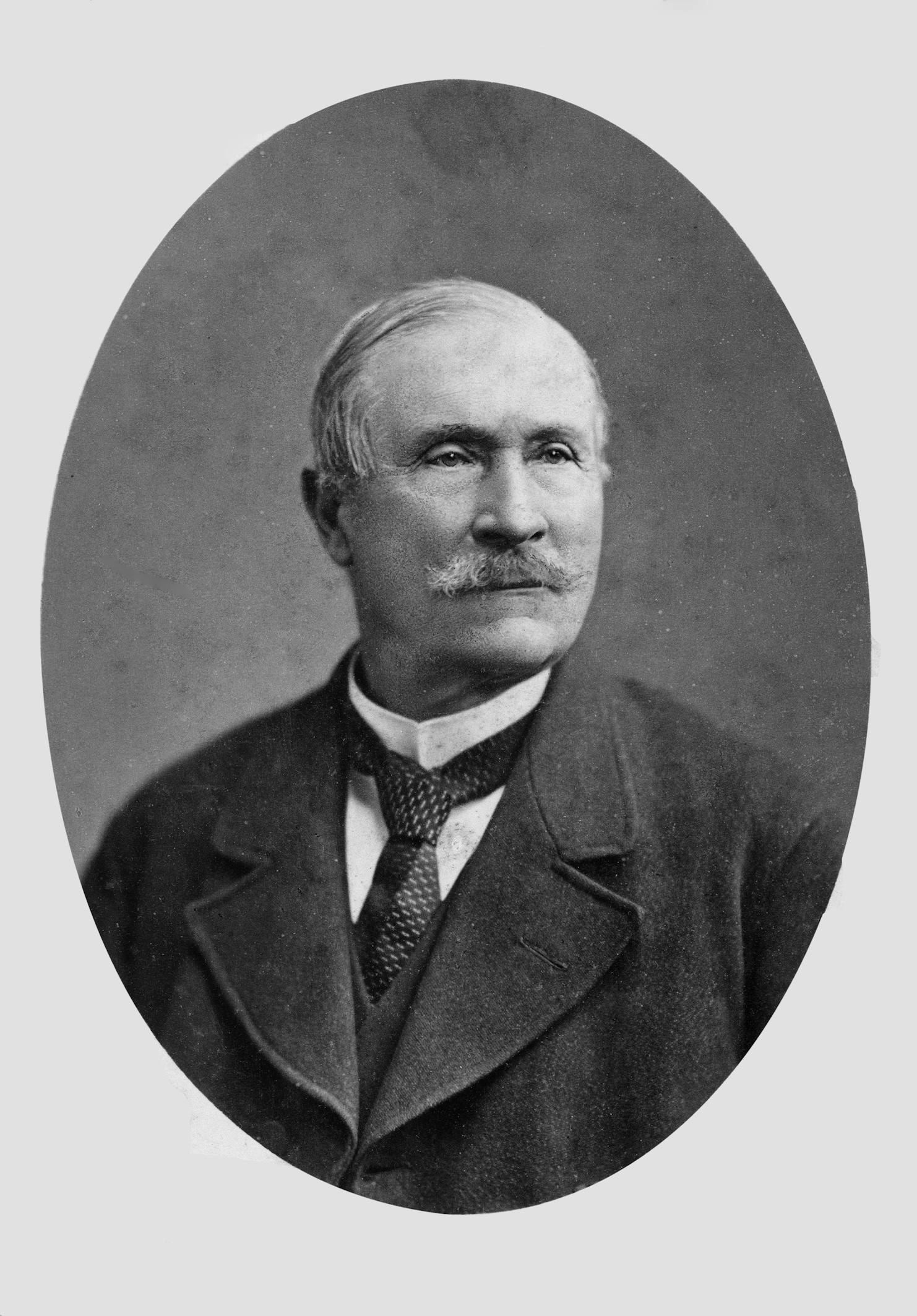
Abb. 2 Graf Adolphus von der Decken (1807–1886), hannoverscher Wirklicher Geheimer Rath

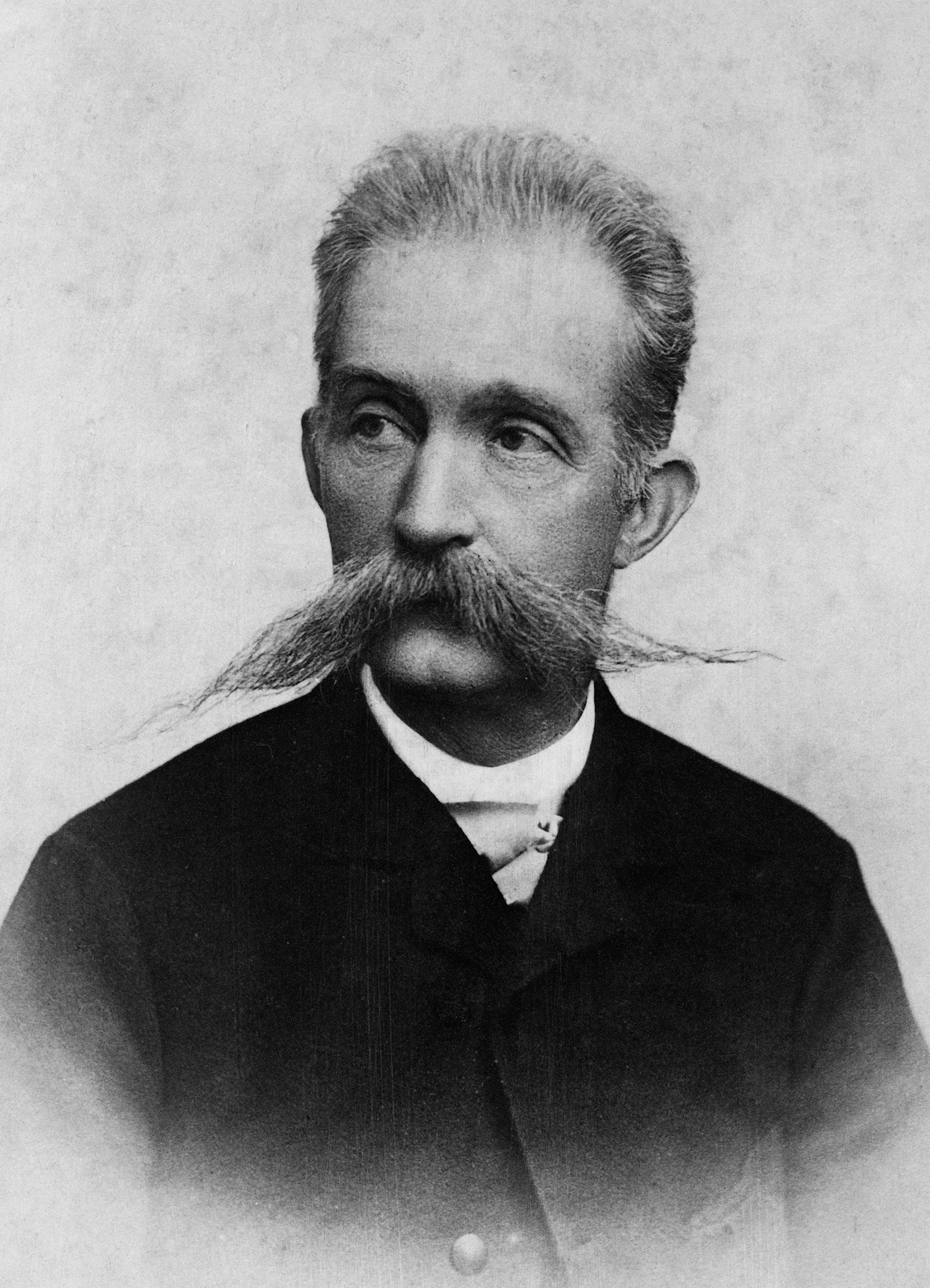
Abb. 3 Graf Georg von der Decken (1836–1898), Reichstagsabgeordneter

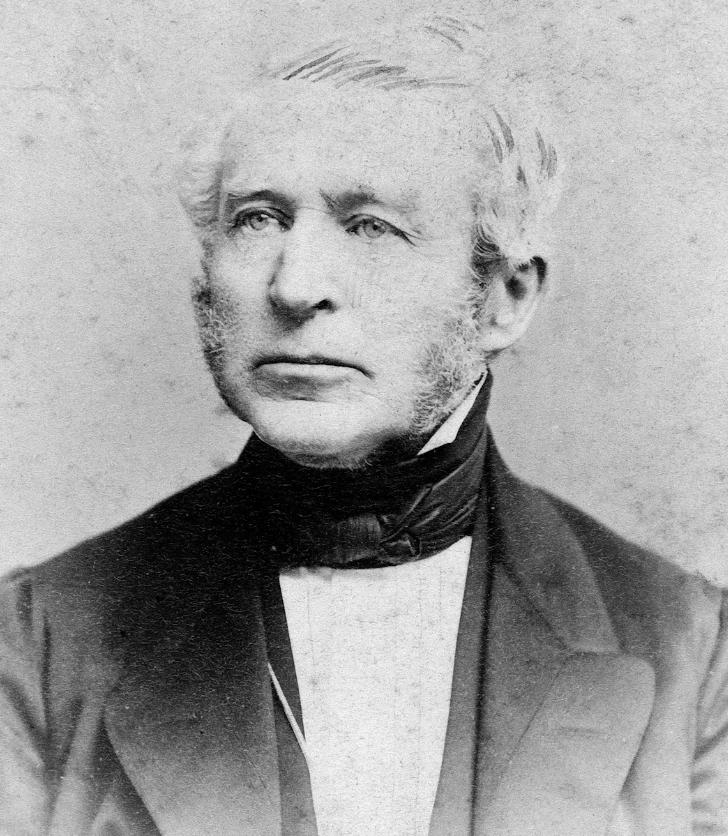
Abb. 4 Friedrich von der Decken (1802–1881), königlich hannoverscher Staatsminister

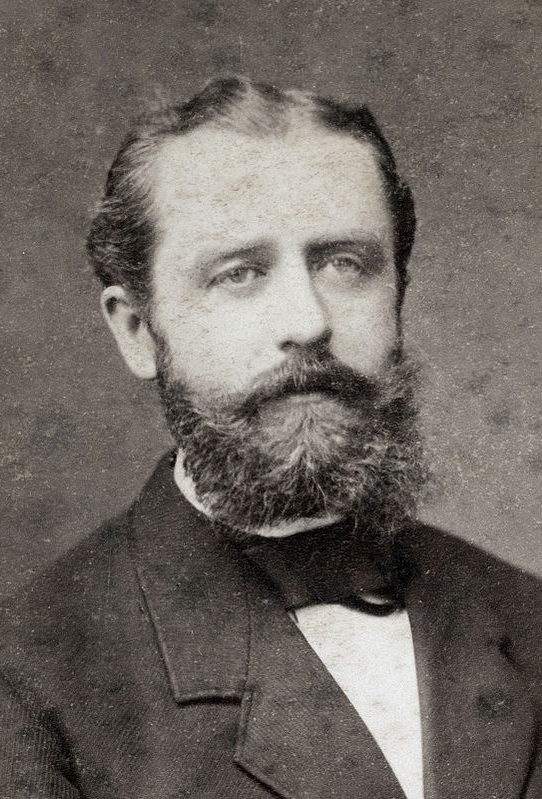
Abb. 5 Otto von der Decken (1839–1916), Reichstagsabgeordneter

|                                                              |                                                              |                                                              |                                                              |                                                                                          |                                                                                          |                                                                                          |                                                                                          | | | | | Herewart und Alverik von Deca werden um 1250 urkundlich erwähnt mit zwei Höfen in Ihlienworth als auch mit Abgaben in Belum und Neuhaus (Oste)                                         | | | | | |                                                                        |                                                                        | | | | | | |                                                                      |                                                                      | | | | | | | | | | |  |  |  |  |  |  |  |  |  |  |  |  |  |  |  |  |  |  |  |  |  |  |  |  |
|                                                              |                                                              |                                                              |                                                              |                                                                                          |                                                                                          |                                                                                          |                                                                                          | | | | | | | | | | |                                                                        |                                                                        | | | | | | |                                                                      |                                                                      | | | | | | | | | | |  |  |  |  |  |  |  |  |  |  |  |  |  |  |  |  |  |  |  |  |  |  |  |  |
|                                                              |                                                              |                                                              |                                                              |                                                                                          |                                                                                          |                                                                                          |                                                                                          | | | | | Nikolaus de Deken (ca. 1290–nach 1360) einem Knappen auf Wechtern und auf dem Kampe (Generation 01)                                                                                    | | | | | |                                                                        |                                                                        | | | | | | |                                                                      |                                                                      | | | | | | | | | | |  |  |  |  |  |  |  |  |  |  |  |  |  |  |  |  |  |  |  |  |  |  |  |  |

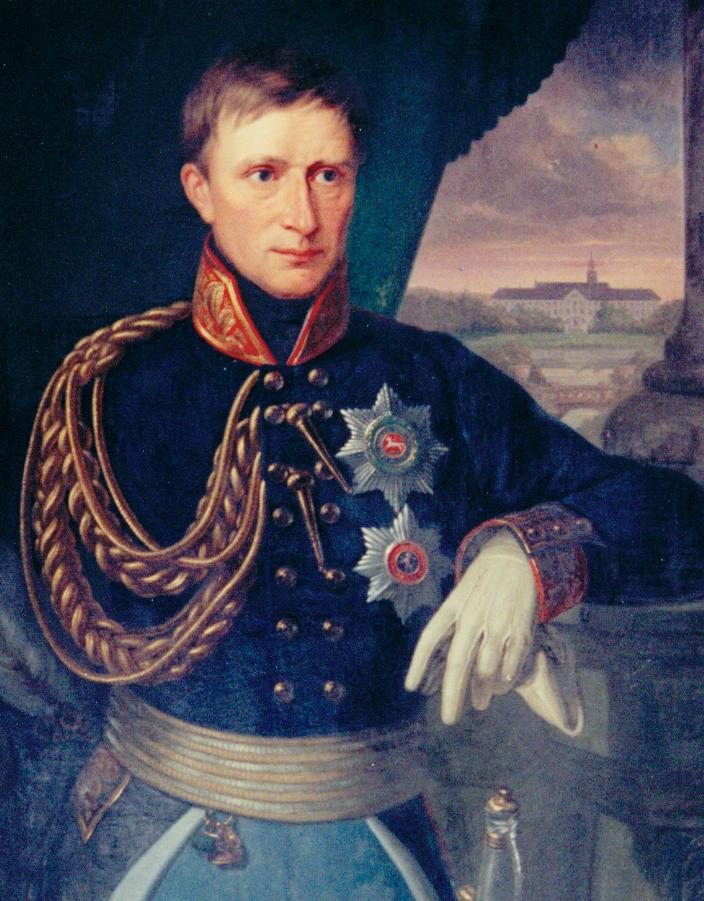
Abb. 1 Graf Johann Friedrich von der Decken (1769–1840), hannoverscher Generalfeldzeugmeister

|                                                              |                                                              |                                                              |                                                              |                                                                                          |                                                                                          |                                                                                          |                                                                                          | | | | | | | | | | |                                                                        |                                                                        | | | | | | |                                                                      |                                                                      | | | | | | | | | | |  |  |  |  |  |  |  |  |  |  |  |  |  |  |  |  |  |  |  |  |  |  |  |  |
|                                                              |                                                              |                                                              |                                                              |                                                                                          |                                                                                          |                                                                                          |                                                                                          | | | | | Claus v.der Decken (* ca. 1320–war 1375 tot) auf Wechtern und auf dem Kampe (Generation 02)                                                                                            | | | | | |                                                                        |                                                                        | | | | | | |                                                                      |                                                                      | | | | | | | | | | |  |  |  |  |  |  |  |  |  |  |  |  |  |  |  |  |  |  |  |  |  |  |  |  |
|                                                              |                                                              |                                                              |                                                              |                                                                                          |                                                                                          |                                                                                          |                                                                                          | | | | | | | | | | |                                                                        |                                                                        | | | | | | |                                                                      |                                                                      | | | | | | | | | | |  |  |  |  |  |  |  |  |  |  |  |  |  |  |  |  |  |  |  |  |  |  |  |  |
|                                                              |                                                              |                                                              |                                                              |                                                                                          |                                                                                          |                                                                                          |                                                                                          | | | | | | | | | | |                                                                        |                                                                        | | | | | | |                                                                      |                                                                      | | | | | | | | | | |  |  |  |  |  |  |  |  |  |  |  |  |  |  |  |  |  |  |  |  |  |  |  |  |
|                                                              |                                                              |                                                              |                                                              | Claus der Ältere (* ca. 1355) auf Wechtern, Kampe, Stellenfleth und Laak (Generation 03) | Claus der Ältere (* ca. 1355) auf Wechtern, Kampe, Stellenfleth und Laak (Generation 03) | Claus der Ältere (* ca. 1355) auf Wechtern, Kampe, Stellenfleth und Laak (Generation 03) | Claus der Ältere (* ca. 1355) auf Wechtern, Kampe, Stellenfleth und Laak (Generation 03) | Claus der Ältere (* ca. 1355) auf Wechtern, Kampe, Stellenfleth und Laak (Generation 03)                                                                                               | Claus der Ältere (* ca. 1355) auf Wechtern, Kampe, Stellenfleth und Laak (Generation 03)                                                                                               | | | Friedrich. Sein Siegel an der Urkunde von 1394 ist das älteste erhaltene Wappen der Familie. Siehe rechts                                                                              | Friedrich. Sein Siegel an der Urkunde von 1394 ist das älteste erhaltene Wappen der Familie. Siehe rechts                                                                              | Friedrich. Sein Siegel an der Urkunde von 1394 ist das älteste erhaltene Wappen der Familie. Siehe rechts                                                       | Friedrich. Sein Siegel an der Urkunde von 1394 ist das älteste erhaltene Wappen der Familie. Siehe rechts                                                       | Friedrich. Sein Siegel an der Urkunde von 1394 ist das älteste erhaltene Wappen der Familie. Siehe rechts                                                       | Friedrich. Sein Siegel an der Urkunde von 1394 ist das älteste erhaltene Wappen der Familie. Siehe rechts                                                       |                                                                        |                                                                        | Johan lebte 1355 und 1394 | Johan lebte 1355 und 1394 | Johan lebte 1355 und 1394 | Johan lebte 1355 und 1394 | Johan lebte 1355 und 1394 | Johan lebte 1355 und 1394 |                                                                      |                                                                      | Claus der Jüngere lebte um 1394 auf Wechtern | Claus der Jüngere lebte um 1394 auf Wechtern | Claus der Jüngere lebte um 1394 auf Wechtern | Claus der Jüngere lebte um 1394 auf Wechtern | Claus der Jüngere lebte um 1394 auf Wechtern | Claus der Jüngere lebte um 1394 auf Wechtern | | | | |  |  |  |  |  |  |  |  |  |  |  |  |  |  |  |  |  |  |  |  |  |  |  |  |
|                                                              |                                                              |                                                              |                                                              | Claus der Ältere (* ca. 1355) auf Wechtern, Kampe, Stellenfleth und Laak (Generation 03) | Claus der Ältere (* ca. 1355) auf Wechtern, Kampe, Stellenfleth und Laak (Generation 03) | Claus der Ältere (* ca. 1355) auf Wechtern, Kampe, Stellenfleth und Laak (Generation 03) | Claus der Ältere (* ca. 1355) auf Wechtern, Kampe, Stellenfleth und Laak (Generation 03) | Claus der Ältere (* ca. 1355) auf Wechtern, Kampe, Stellenfleth und Laak (Generation 03)                                                                                               | Claus der Ältere (* ca. 1355) auf Wechtern, Kampe, Stellenfleth und Laak (Generation 03)                                                                                               | | | Friedrich. Sein Siegel an der Urkunde von 1394 ist das älteste erhaltene Wappen der Familie. Siehe rechts                                                                              | Friedrich. Sein Siegel an der Urkunde von 1394 ist das älteste erhaltene Wappen der Familie. Siehe rechts                                                                              | Friedrich. Sein Siegel an der Urkunde von 1394 ist das älteste erhaltene Wappen der Familie. Siehe rechts                                                       | Friedrich. Sein Siegel an der Urkunde von 1394 ist das älteste erhaltene Wappen der Familie. Siehe rechts                                                       | Friedrich. Sein Siegel an der Urkunde von 1394 ist das älteste erhaltene Wappen der Familie. Siehe rechts                                                       | Friedrich. Sein Siegel an der Urkunde von 1394 ist das älteste erhaltene Wappen der Familie. Siehe rechts                                                       |                                                                        |                                                                        | Johan lebte 1355 und 1394 | Johan lebte 1355 und 1394 | Johan lebte 1355 und 1394 | Johan lebte 1355 und 1394 | Johan lebte 1355 und 1394 | Johan lebte 1355 und 1394 |                                                                      |                                                                      | Claus der Jüngere lebte um 1394 auf Wechtern | Claus der Jüngere lebte um 1394 auf Wechtern | Claus der Jüngere lebte um 1394 auf Wechtern | Claus der Jüngere lebte um 1394 auf Wechtern | Claus der Jüngere lebte um 1394 auf Wechtern | Claus der Jüngere lebte um 1394 auf Wechtern | | | | |  |  |  |  |  |  |  |  |  |  |  |  |  |  |  |  |  |  |  |  |  |  |  |  |
|                                                              |                                                              |                                                              |                                                              |                                                                                          |                                                                                          |                                                                                          |                                                                                          | | | | | | | | | | |                                                                        |                                                                        | | | | | | |                                                                      |                                                                      | | | | | | | | | | |  |  |  |  |  |  |  |  |  |  |  |  |  |  |  |  |  |  |  |  |  |  |  |  |
| Claus auf Bentwisch gest. 1454                               | Claus auf Bentwisch gest. 1454                               | Claus auf Bentwisch gest. 1454                               | Claus auf Bentwisch gest. 1454                               | Claus auf Bentwisch gest. 1454                                                           | Claus auf Bentwisch gest. 1454                                                           |                                                                                          |                                                                                          | Marquard auf Stellenfleth und auf dem Kampe geb. etwa 1390, ⚭ ... Buck (Generation 04)                                                                                                 | Marquard auf Stellenfleth und auf dem Kampe geb. etwa 1390, ⚭ ... Buck (Generation 04)                                                                                                 | Marquard auf Stellenfleth und auf dem Kampe geb. etwa 1390, ⚭ ... Buck (Generation 04)                                                                                                 | Marquard auf Stellenfleth und auf dem Kampe geb. etwa 1390, ⚭ ... Buck (Generation 04)                                                                                                 | Marquard auf Stellenfleth und auf dem Kampe geb. etwa 1390, ⚭ ... Buck (Generation 04)                                                                                                 | Marquard auf Stellenfleth und auf dem Kampe geb. etwa 1390, ⚭ ... Buck (Generation 04)                                                                                                 | | | Otto auf Laak, Stellenfleth und Sande geb. etwa 1400 gest. 1471                                                                                                 | Otto auf Laak, Stellenfleth und Sande geb. etwa 1400 gest. 1471                                                                                                 | Otto auf Laak, Stellenfleth und Sande geb. etwa 1400 gest. 1471        | Otto auf Laak, Stellenfleth und Sande geb. etwa 1400 gest. 1471        | Otto auf Laak, Stellenfleth und Sande geb. etwa 1400 gest. 1471                                                                | Otto auf Laak, Stellenfleth und Sande geb. etwa 1400 gest. 1471                                                                | | | | |                                                                      |                                                                      | Johan 1400-1467 gründete die Stader Linie, die bis 1602 existierte | Johan 1400-1467 gründete die Stader Linie, die bis 1602 existierte | Johan 1400-1467 gründete die Stader Linie, die bis 1602 existierte | Johan 1400-1467 gründete die Stader Linie, die bis 1602 existierte | Johan 1400-1467 gründete die Stader Linie, die bis 1602 existierte | Johan 1400-1467 gründete die Stader Linie, die bis 1602 existierte | | | | |  |  |  |  |  |  |  |  |  |  |  |  |  |  |  |  |  |  |  |  |  |  |  |  |
| Claus auf Bentwisch gest. 1454                               | Claus auf Bentwisch gest. 1454                               | Claus auf Bentwisch gest. 1454                               | Claus auf Bentwisch gest. 1454                               | Claus auf Bentwisch gest. 1454                                                           | Claus auf Bentwisch gest. 1454                                                           |                                                                                          |                                                                                          | Marquard auf Stellenfleth und auf dem Kampe geb. etwa 1390, ⚭ ... Buck (Generation 04)                                                                                                 | Marquard auf Stellenfleth und auf dem Kampe geb. etwa 1390, ⚭ ... Buck (Generation 04)                                                                                                 | Marquard auf Stellenfleth und auf dem Kampe geb. etwa 1390, ⚭ ... Buck (Generation 04)                                                                                                 | Marquard auf Stellenfleth und auf dem Kampe geb. etwa 1390, ⚭ ... Buck (Generation 04)                                                                                                 | Marquard auf Stellenfleth und auf dem Kampe geb. etwa 1390, ⚭ ... Buck (Generation 04)                                                                                                 | Marquard auf Stellenfleth und auf dem Kampe geb. etwa 1390, ⚭ ... Buck (Generation 04)                                                                                                 | | | Otto auf Laak, Stellenfleth und Sande geb. etwa 1400 gest. 1471                                                                                                 | Otto auf Laak, Stellenfleth und Sande geb. etwa 1400 gest. 1471                                                                                                 | Otto auf Laak, Stellenfleth und Sande geb. etwa 1400 gest. 1471        | Otto auf Laak, Stellenfleth und Sande geb. etwa 1400 gest. 1471        | Otto auf Laak, Stellenfleth und Sande geb. etwa 1400 gest. 1471                                                                | Otto auf Laak, Stellenfleth und Sande geb. etwa 1400 gest. 1471                                                                | | | | |                                                                      |                                                                      | Johan 1400-1467 gründete die Stader Linie, die bis 1602 existierte | Johan 1400-1467 gründete die Stader Linie, die bis 1602 existierte | Johan 1400-1467 gründete die Stader Linie, die bis 1602 existierte | Johan 1400-1467 gründete die Stader Linie, die bis 1602 existierte | Johan 1400-1467 gründete die Stader Linie, die bis 1602 existierte | Johan 1400-1467 gründete die Stader Linie, die bis 1602 existierte | | | | |  |  |  |  |  |  |  |  |  |  |  |  |  |  |  |  |  |  |  |  |  |  |  |  |
|                                                              |                                                              |                                                              |                                                              |                                                                                          |                                                                                          |                                                                                          |                                                                                          | | | | | | | | | | |                                                                        |                                                                        | | | | | | |                                                                      |                                                                      | | | | | | | | | | |  |  |  |  |  |  |  |  |  |  |  |  |  |  |  |  |  |  |  |  |  |  |  |  |
| Claus auf Stellenfleth gest. 1496                            | Claus auf Stellenfleth gest. 1496                            | Claus auf Stellenfleth gest. 1496                            | Claus auf Stellenfleth gest. 1496                            | Claus auf Stellenfleth gest. 1496                                                        | Claus auf Stellenfleth gest. 1496                                                        |                                                                                          |                                                                                          | Volrad * etwa 1420 gest. 1494 ⚭ Gesche Gruben (Generation 05) | Volrad * etwa 1420 gest. 1494 ⚭ Gesche Gruben (Generation 05) | Volrad * etwa 1420 gest. 1494 ⚭ Gesche Gruben (Generation 05) | Volrad * etwa 1420 gest. 1494 ⚭ Gesche Gruben (Generation 05) | Volrad * etwa 1420 gest. 1494 ⚭ Gesche Gruben (Generation 05) | Volrad * etwa 1420 gest. 1494 ⚭ Gesche Gruben (Generation 05) | | | | |                                                                        |                                                                        | Johan gest. 1498 ⚭ Christina v.der Döse                                                                                        | Johan gest. 1498 ⚭ Christina v.der Döse                                                                                        | Johan gest. 1498 ⚭ Christina v.der Döse                                                                                        | Johan gest. 1498 ⚭ Christina v.der Döse                                                                                        | Johan gest. 1498 ⚭ Christina v.der Döse                                                                                        | Johan gest. 1498 ⚭ Christina v.der Döse                                                                                        |                                                                      |                                                                      | Johan 1430-1508 Ratsherr und Wandschneider in Stade | Johan 1430-1508 Ratsherr und Wandschneider in Stade | Johan 1430-1508 Ratsherr und Wandschneider in Stade | Johan 1430-1508 Ratsherr und Wandschneider in Stade | Johan 1430-1508 Ratsherr und Wandschneider in Stade | Johan 1430-1508 Ratsherr und Wandschneider in Stade | | | | |  |  |  |  |  |  |  |  |  |  |  |  |  |  |  |  |  |  |  |  |  |  |  |  |
| Claus auf Stellenfleth gest. 1496                            | Claus auf Stellenfleth gest. 1496                            | Claus auf Stellenfleth gest. 1496                            | Claus auf Stellenfleth gest. 1496                            | Claus auf Stellenfleth gest. 1496                                                        | Claus auf Stellenfleth gest. 1496                                                        |                                                                                          |                                                                                          | Volrad * etwa 1420 gest. 1494 ⚭ Gesche Gruben (Generation 05) | Volrad * etwa 1420 gest. 1494 ⚭ Gesche Gruben (Generation 05) | Volrad * etwa 1420 gest. 1494 ⚭ Gesche Gruben (Generation 05) | Volrad * etwa 1420 gest. 1494 ⚭ Gesche Gruben (Generation 05) | Volrad * etwa 1420 gest. 1494 ⚭ Gesche Gruben (Generation 05) | Volrad * etwa 1420 gest. 1494 ⚭ Gesche Gruben (Generation 05) | | | | |                                                                        |                                                                        | Johan gest. 1498 ⚭ Christina v.der Döse                                                                                        | Johan gest. 1498 ⚭ Christina v.der Döse                                                                                        | Johan gest. 1498 ⚭ Christina v.der Döse                                                                                        | Johan gest. 1498 ⚭ Christina v.der Döse                                                                                        | Johan gest. 1498 ⚭ Christina v.der Döse                                                                                        | Johan gest. 1498 ⚭ Christina v.der Döse                                                                                        |                                                                      |                                                                      | Johan 1430-1508 Ratsherr und Wandschneider in Stade | Johan 1430-1508 Ratsherr und Wandschneider in Stade | Johan 1430-1508 Ratsherr und Wandschneider in Stade | Johan 1430-1508 Ratsherr und Wandschneider in Stade | Johan 1430-1508 Ratsherr und Wandschneider in Stade | Johan 1430-1508 Ratsherr und Wandschneider in Stade | | | | |  |  |  |  |  |  |  |  |  |  |  |  |  |  |  |  |  |  |  |  |  |  |  |  |
|                                                              |                                                              |                                                              |                                                              |                                                                                          |                                                                                          |                                                                                          |                                                                                          | | | | | | | | | | |                                                                        |                                                                        | | | | | | |                                                                      |                                                                      | | | | | | | | | | |  |  |  |  |  |  |  |  |  |  |  |  |  |  |  |  |  |  |  |  |  |  |  |  |
|                                                              |                                                              |                                                              |                                                              | Hermann studierte 1488 in Rostock und Lübeck                                             | Hermann studierte 1488 in Rostock und Lübeck                                             | Hermann studierte 1488 in Rostock und Lübeck                                             | Hermann studierte 1488 in Rostock und Lübeck                                             | Hermann studierte 1488 in Rostock und Lübeck | Hermann studierte 1488 in Rostock und Lübeck | | | Claus (1460-1541) Bürgermeister zu Stade auf Schölisch, Freiburg, Stellenfleth und Wechtern IV ⚭ 1496 Anna v.der Lieth. Sie hatten acht Kinder. (Generation 06)                        | Claus (1460-1541) Bürgermeister zu Stade auf Schölisch, Freiburg, Stellenfleth und Wechtern IV ⚭ 1496 Anna v.der Lieth. Sie hatten acht Kinder. (Generation 06)                        | Claus (1460-1541) Bürgermeister zu Stade auf Schölisch, Freiburg, Stellenfleth und Wechtern IV ⚭ 1496 Anna v.der Lieth. Sie hatten acht Kinder. (Generation 06) | Claus (1460-1541) Bürgermeister zu Stade auf Schölisch, Freiburg, Stellenfleth und Wechtern IV ⚭ 1496 Anna v.der Lieth. Sie hatten acht Kinder. (Generation 06) | Claus (1460-1541) Bürgermeister zu Stade auf Schölisch, Freiburg, Stellenfleth und Wechtern IV ⚭ 1496 Anna v.der Lieth. Sie hatten acht Kinder. (Generation 06) | Claus (1460-1541) Bürgermeister zu Stade auf Schölisch, Freiburg, Stellenfleth und Wechtern IV ⚭ 1496 Anna v.der Lieth. Sie hatten acht Kinder. (Generation 06) |                                                                        |                                                                        | Drei Brüder wurden 1498 beurkundet: Basilius ein Knappe, Marquard ⚭ Anna ... und Claus zu Krummendeich ⚭ Salomone ... ein Sohn | Drei Brüder wurden 1498 beurkundet: Basilius ein Knappe, Marquard ⚭ Anna ... und Claus zu Krummendeich ⚭ Salomone ... ein Sohn | Drei Brüder wurden 1498 beurkundet: Basilius ein Knappe, Marquard ⚭ Anna ... und Claus zu Krummendeich ⚭ Salomone ... ein Sohn | Drei Brüder wurden 1498 beurkundet: Basilius ein Knappe, Marquard ⚭ Anna ... und Claus zu Krummendeich ⚭ Salomone ... ein Sohn | Drei Brüder wurden 1498 beurkundet: Basilius ein Knappe, Marquard ⚭ Anna ... und Claus zu Krummendeich ⚭ Salomone ... ein Sohn | Drei Brüder wurden 1498 beurkundet: Basilius ein Knappe, Marquard ⚭ Anna ... und Claus zu Krummendeich ⚭ Salomone ... ein Sohn |                                                                      |                                                                      | Iven 1470–1534 war Bürgermeister zu Stade. Er hatte neun Kinder, vier Enkel und zwei Urenkel. Ivens Enkel Heinrich war auch Bürgermeister von Stade und verwendete 1585 das Siegel rechts. | Iven 1470–1534 war Bürgermeister zu Stade. Er hatte neun Kinder, vier Enkel und zwei Urenkel. Ivens Enkel Heinrich war auch Bürgermeister von Stade und verwendete 1585 das Siegel rechts. | Iven 1470–1534 war Bürgermeister zu Stade. Er hatte neun Kinder, vier Enkel und zwei Urenkel. Ivens Enkel Heinrich war auch Bürgermeister von Stade und verwendete 1585 das Siegel rechts. | Iven 1470–1534 war Bürgermeister zu Stade. Er hatte neun Kinder, vier Enkel und zwei Urenkel. Ivens Enkel Heinrich war auch Bürgermeister von Stade und verwendete 1585 das Siegel rechts. | Iven 1470–1534 war Bürgermeister zu Stade. Er hatte neun Kinder, vier Enkel und zwei Urenkel. Ivens Enkel Heinrich war auch Bürgermeister von Stade und verwendete 1585 das Siegel rechts. | Iven 1470–1534 war Bürgermeister zu Stade. Er hatte neun Kinder, vier Enkel und zwei Urenkel. Ivens Enkel Heinrich war auch Bürgermeister von Stade und verwendete 1585 das Siegel rechts. | | | | |  |  |  |  |  |  |  |  |  |  |  |  |  |  |  |  |  |  |  |  |  |  |  |  |
|                                                              |                                                              |                                                              |                                                              | Hermann studierte 1488 in Rostock und Lübeck                                             | Hermann studierte 1488 in Rostock und Lübeck                                             | Hermann studierte 1488 in Rostock und Lübeck                                             | Hermann studierte 1488 in Rostock und Lübeck                                             | Hermann studierte 1488 in Rostock und Lübeck | Hermann studierte 1488 in Rostock und Lübeck | | | Claus (1460-1541) Bürgermeister zu Stade auf Schölisch, Freiburg, Stellenfleth und Wechtern IV ⚭ 1496 Anna v.der Lieth. Sie hatten acht Kinder. (Generation 06)                        | Claus (1460-1541) Bürgermeister zu Stade auf Schölisch, Freiburg, Stellenfleth und Wechtern IV ⚭ 1496 Anna v.der Lieth. Sie hatten acht Kinder. (Generation 06)                        | Claus (1460-1541) Bürgermeister zu Stade auf Schölisch, Freiburg, Stellenfleth und Wechtern IV ⚭ 1496 Anna v.der Lieth. Sie hatten acht Kinder. (Generation 06) | Claus (1460-1541) Bürgermeister zu Stade auf Schölisch, Freiburg, Stellenfleth und Wechtern IV ⚭ 1496 Anna v.der Lieth. Sie hatten acht Kinder. (Generation 06) | Claus (1460-1541) Bürgermeister zu Stade auf Schölisch, Freiburg, Stellenfleth und Wechtern IV ⚭ 1496 Anna v.der Lieth. Sie hatten acht Kinder. (Generation 06) | Claus (1460-1541) Bürgermeister zu Stade auf Schölisch, Freiburg, Stellenfleth und Wechtern IV ⚭ 1496 Anna v.der Lieth. Sie hatten acht Kinder. (Generation 06) |                                                                        |                                                                        | Drei Brüder wurden 1498 beurkundet: Basilius ein Knappe, Marquard ⚭ Anna ... und Claus zu Krummendeich ⚭ Salomone ... ein Sohn | Drei Brüder wurden 1498 beurkundet: Basilius ein Knappe, Marquard ⚭ Anna ... und Claus zu Krummendeich ⚭ Salomone ... ein Sohn | Drei Brüder wurden 1498 beurkundet: Basilius ein Knappe, Marquard ⚭ Anna ... und Claus zu Krummendeich ⚭ Salomone ... ein Sohn | Drei Brüder wurden 1498 beurkundet: Basilius ein Knappe, Marquard ⚭ Anna ... und Claus zu Krummendeich ⚭ Salomone ... ein Sohn | Drei Brüder wurden 1498 beurkundet: Basilius ein Knappe, Marquard ⚭ Anna ... und Claus zu Krummendeich ⚭ Salomone ... ein Sohn | Drei Brüder wurden 1498 beurkundet: Basilius ein Knappe, Marquard ⚭ Anna ... und Claus zu Krummendeich ⚭ Salomone ... ein Sohn |                                                                      |                                                                      | Iven 1470–1534 war Bürgermeister zu Stade. Er hatte neun Kinder, vier Enkel und zwei Urenkel. Ivens Enkel Heinrich war auch Bürgermeister von Stade und verwendete 1585 das Siegel rechts. | Iven 1470–1534 war Bürgermeister zu Stade. Er hatte neun Kinder, vier Enkel und zwei Urenkel. Ivens Enkel Heinrich war auch Bürgermeister von Stade und verwendete 1585 das Siegel rechts. | Iven 1470–1534 war Bürgermeister zu Stade. Er hatte neun Kinder, vier Enkel und zwei Urenkel. Ivens Enkel Heinrich war auch Bürgermeister von Stade und verwendete 1585 das Siegel rechts. | Iven 1470–1534 war Bürgermeister zu Stade. Er hatte neun Kinder, vier Enkel und zwei Urenkel. Ivens Enkel Heinrich war auch Bürgermeister von Stade und verwendete 1585 das Siegel rechts. | Iven 1470–1534 war Bürgermeister zu Stade. Er hatte neun Kinder, vier Enkel und zwei Urenkel. Ivens Enkel Heinrich war auch Bürgermeister von Stade und verwendete 1585 das Siegel rechts. | Iven 1470–1534 war Bürgermeister zu Stade. Er hatte neun Kinder, vier Enkel und zwei Urenkel. Ivens Enkel Heinrich war auch Bürgermeister von Stade und verwendete 1585 das Siegel rechts. | | | | |  |  |  |  |  |  |  |  |  |  |  |  |  |  |  |  |  |  |  |  |  |  |  |  |
|                                                              |                                                              |                                                              |                                                              |                                                                                          |                                                                                          |                                                                                          |                                                                                          | | | | | | | | | | |                                                                        |                                                                        | | | | | | |                                                                      |                                                                      | | | | | | | | | | |  |  |  |  |  |  |  |  |  |  |  |  |  |  |  |  |  |  |  |  |  |  |  |  |
| Hermann, Stifter der 1. oder Oerichsheiler Linie siehe unten | Hermann, Stifter der 1. oder Oerichsheiler Linie siehe unten | Hermann, Stifter der 1. oder Oerichsheiler Linie siehe unten | Hermann, Stifter der 1. oder Oerichsheiler Linie siehe unten | Hermann, Stifter der 1. oder Oerichsheiler Linie siehe unten                             | Hermann, Stifter der 1. oder Oerichsheiler Linie siehe unten                             |                                                                                          |                                                                                          | Thomas (1512-1567) auf Schölisch, Stifter der 2. oder Schölischer Linie 1750 im Mannesstamm erloschen; ⚭ Hipolytta v. Bülow ⚭ I. Fritz von dem Berge siehe Stammtafeln (Generation 07) | Thomas (1512-1567) auf Schölisch, Stifter der 2. oder Schölischer Linie 1750 im Mannesstamm erloschen; ⚭ Hipolytta v. Bülow ⚭ I. Fritz von dem Berge siehe Stammtafeln (Generation 07) | Thomas (1512-1567) auf Schölisch, Stifter der 2. oder Schölischer Linie 1750 im Mannesstamm erloschen; ⚭ Hipolytta v. Bülow ⚭ I. Fritz von dem Berge siehe Stammtafeln (Generation 07) | Thomas (1512-1567) auf Schölisch, Stifter der 2. oder Schölischer Linie 1750 im Mannesstamm erloschen; ⚭ Hipolytta v. Bülow ⚭ I. Fritz von dem Berge siehe Stammtafeln (Generation 07) | Thomas (1512-1567) auf Schölisch, Stifter der 2. oder Schölischer Linie 1750 im Mannesstamm erloschen; ⚭ Hipolytta v. Bülow ⚭ I. Fritz von dem Berge siehe Stammtafeln (Generation 07) | Thomas (1512-1567) auf Schölisch, Stifter der 2. oder Schölischer Linie 1750 im Mannesstamm erloschen; ⚭ Hipolytta v. Bülow ⚭ I. Fritz von dem Berge siehe Stammtafeln (Generation 07) | | | Heinrich, Stifter der 3. oder älteren Stellenflether Linie siehe unten                                                                                          | Heinrich, Stifter der 3. oder älteren Stellenflether Linie siehe unten                                                                                          | Heinrich, Stifter der 3. oder älteren Stellenflether Linie siehe unten | Heinrich, Stifter der 3. oder älteren Stellenflether Linie siehe unten | Heinrich, Stifter der 3. oder älteren Stellenflether Linie siehe unten                                                         | Heinrich, Stifter der 3. oder älteren Stellenflether Linie siehe unten                                                         | | | Claus, Stifter der 4. oder jüngeren Stellenflether Linie siehe unten                                                           | Claus, Stifter der 4. oder jüngeren Stellenflether Linie siehe unten                                                           | Claus, Stifter der 4. oder jüngeren Stellenflether Linie siehe unten | Claus, Stifter der 4. oder jüngeren Stellenflether Linie siehe unten | Claus, Stifter der 4. oder jüngeren Stellenflether Linie siehe unten | Claus, Stifter der 4. oder jüngeren Stellenflether Linie siehe unten | | | Johann (nach 1516-1557) auf Schölisch, Borstel und Wechtern, Stifter der 5. oder Borsteler Linie siehe Stammtafeln rechts: Epitaph von Johanns Sohn Dietrich † 1587                        | Johann (nach 1516-1557) auf Schölisch, Borstel und Wechtern, Stifter der 5. oder Borsteler Linie siehe Stammtafeln rechts: Epitaph von Johanns Sohn Dietrich † 1587                        | Johann (nach 1516-1557) auf Schölisch, Borstel und Wechtern, Stifter der 5. oder Borsteler Linie siehe Stammtafeln rechts: Epitaph von Johanns Sohn Dietrich † 1587 | Johann (nach 1516-1557) auf Schölisch, Borstel und Wechtern, Stifter der 5. oder Borsteler Linie siehe Stammtafeln rechts: Epitaph von Johanns Sohn Dietrich † 1587 | Johann (nach 1516-1557) auf Schölisch, Borstel und Wechtern, Stifter der 5. oder Borsteler Linie siehe Stammtafeln rechts: Epitaph von Johanns Sohn Dietrich † 1587 | Johann (nach 1516-1557) auf Schölisch, Borstel und Wechtern, Stifter der 5. oder Borsteler Linie siehe Stammtafeln rechts: Epitaph von Johanns Sohn Dietrich † 1587 |  |  |  |  |  |  |  |  |  |  |  |  |  |  |  |  |  |  |  |  |  |  |  |  |

### 1. Linie (Oerichsheiler Stammlinie)
Hermann von der Decken (etwa 1500–1550) Ratsherr und Bürgermeister von Stade (Begründer der ersten Linie) auf Oerichsheil, Balje und auf dem Kampe – Vorfahren siehe oben
08c Peter von der Decken (1539–1619) auf Oerichsheil, Ritterhof, Bruchhof, Wechtern und auf dem Stammgute Kampe  Siegel des Peter aus dem Jahr 1591.
09a Hermann Vollrad von der Decken (1575–1639) auf Oerichsheil, Bruchhof und Wechtern V     (09a bedeutet: Generation 09 und a = erstes Kind)
10b Heinrich Otto von der Decken (    –1681) auf Oerichsheil und Esch                                       (10b bedeutet: Generation 10 und b = zweites Kind)
11a Burchard von der Decken (1646–1717), auf Oerichsheil und Laak, schwedischer Rittmeister
12b Dietrich Günther von der Decken (1683–1754) auf Laak und Schöneworth, schwed. Major
13a Burchard Hinrich von der Decken (1729–1787) auf Laak, hann. Hauptmann
14c Burchard Heinrich von der Decken (1761–1836), Oberhauptmann in Osterholz
15c Friedrich Alexander von der Decken (1807–1896) auf Oerichsheil und Wechtern IV, Kgl. hann. Oberstleutnant, Kommandeur des Garde-Husarenregiments
16i Louis von der Decken (1856–1931) Kgl. sächs. OVerwaltungsrat        (16i bedeutet: Generation 16 und i = neuntes Kind)
17a Burghard von der Decken (1884–1969) Dr. jur. sächs. LegRat I.Kl.
18a Herwart von der Decken (1913–2009) auf Wechtern IV, Dipl.-Ing. und RegBaurat, Godesberg
16j Otto von der Decken (1858–1937) Kgl. sächs. Generalleutnant.         (16j bedeutet: Generation 16 und j = zehntes Kind)
13d Dietrich Gerhard von der Decken (1733–1793) auf Esch und Schöneworth, Oberhauptmann zu Jork
14a Dietrich Otto von der Decken (1767–1832) auf Esch und Schöneworth, Kgl. hann. Major, dann Postmeister
15d Ludwig Benedict (Louis) von der Decken (1809–1878) auf Schöneworth, Kgl. hann. Major
16c Karl von der Decken (1855–1935) auf Schöneworth, Kgl. preuß. Generalleutnant, KavInspekteur in Straßburg
14f Arnold von der Decken (1779–1856) auf Eichhof und Liethenhof, Generalmajor der Inf.
15g Ludwig Carl Burchard von der Decken (1822–1889) Forstmeister
16a Friedrich Arnold Eberhard von der Decken (1860–1929) Kgl. sächs. Generalleutnant.
15h Friedrich Carl Engelbert von der Decken (1824-1889) Kgl. preuß. Generalmajor
15i Gideon von der Decken (1828–1892) Kgl. sächs. Generalleutnant.
16a Gustav von der Decken (1861–1931) Kgl. sächs. Generalleutnant.
16i Maria Margaretha (Magit) (1882–1924) Hofdame bei Fürst Alfred zu Salm-Reifferscheidt
12h Burchard von der Decken (1694–1776) auf Oerichsheil, schwedischer Leutnant, dann Landrat und Oberdeichgräfe
13c Carl Gustav von der Decken (1725–1780) auf Langwedel bei Verden, hann. Oberstleutnant
14e Georg Melchior von der Decken (1766–1838) Kgl. hann. Generalmajor und Kommandant von Hameln
15b Adolph Melchior von der Decken (1806–1862) Kgl. hann. Hauptmann
16a Adolphus von der Decken (1834–1886) wanderte aus über England nach Südafrika und siedelte bei King William’s Town ⚭ 1855 Emma Louisa Eustace
14f Johann Friedrich Graf von der Decken (1769–1840) auf Ringelheim, Söderhof und Döse, hann. Generalfeldzeugmeister und engl. Generalleutnant. Inhaber des Guelphen-Ordens, Veröffentlichung zur Familiengeschichte (siehe Abb. 1 rechts oben)  gräfliches Wappen verliehen 1833.
15a Adolphus Graf von der Decken (1807–1886) auf Ringelheim und Söderhof, Kgl. hann. Geheimrat und Kammerherr (siehe Abb. 2 rechts oben)
16a Georg Graf von der Decken (1836–1898) auf Ringelheim und Söderhof, Maler, Bildhauer und Reichstagsabgeordneter (siehe Abb. 3 rechts)
17a Ernst August Graf von der Decken (1867–1934), Journalist für englische und deutsche Zeitungen in London
18a Leopold von der Decken (1895–1947), Bühnenbildner, Karikaturist und Maler in London, New York und Hollywood. Als er 1921 nach Amerika auswanderte, änderte er seinen Namen in John Decker
18d Guido Graf von der Decken (1923–1944), vermisst im Zweiten Weltkrieg in Russland
17b Walter von der Decken (1868–1941) auf Ringelheim, dann Annenhof, Landschaftsrat
18c Johann Georg Graf von der Decken (1912–1998) auf Annenhof und Benzerhof
17c Thora von der Decken (1869-1951) ⚭ Benedict Friedrich (1859-1924) auf Ritterhof, 4. Linie
13j Otto Friedrich von der Decken (1732–1804) auf Oerichsheil, Grauerort und Holenwisch bei Wischhafen, Oberstleutnant
14e Ludwig Eberhard von der Decken (1771–1812), auf Kahlenberg bei Wismar dänischer Leutnant
15a Friedrich von der Decken (1802–1881) auf Rutenstein bei Freiburg/Elbe, königlich hannoverscher Staatsminister und Mitglied des Preußischen Herrenhauses (siehe Abb. 4 rechts)
16a Otto von der Decken (1839–1916) auf Rutenstein, Hünkenbüttel, Bruchhof und Brocklosenborstel, OGrRat und Landschaftsrat Reichstagsabgeordneter (siehe Abb. 5 rechts)
17b Herwart von der Decken (1882–1965) auf Rutenstein, Hünkenbüttel, Bruchhof und Brocklosenborstel, GerAssessor.
18b Herwart von der Decken (1925–2003) auf Rutenstein und Hünkenbüttel; nach ihm als Pferdezüchter wurde die Herwart von der Decken Schau benannt.
15c Wilhelm von der Decken (1807–1866) auf Gauensiek, Landessekretär und Verfasser des Deckenbuchs von 1865
16a Emil von der Decken (1837–1997) auf Wehlken, Bergwerksdirektor in Rüdersdorf. Dort wurde ein 8 m hoher Obelisk zu seinem Andecken errichtet.
15e Ludwig Eberhard von der Decken (1812–1871) auf Götzdorf, hann. Oberstleutnant und preuß. Generalmajor.
14o Georg Graf von der Decken (1787–1859) auf Oerichsheil, hannoverscher General der Kavallerie, ⚭ Louise von Hessen (1794–1881)   gräfliches Wappen 1835.

### 3. Linie (ältere Stellenflether Stammlinie)
Heinrich ( –1555) dänischer Oberst, Gräfe des Landes Hadeln auf Stellenfleth und Wechtern I, (Begründer der dritten Linie) – Vorfahren siehe oben
08a Claus der Jüngere von der Decken (1551–1618) auf Sande, Nienstedten, Stellenfleth, Wechtern I, Eggerkamp, Klint und Aschborn, Landrat
09b Eberhart von der Decken ( –1647) auf Stellenfleth und Wechtern I, Kurfürstlich sächs. Kammerjunker
10e Johann Hinrich von der Decken ( –1686) auf Sande, Stellenfleth, Klint, Wechtern I, Döse und Nienstedten
11b Hans Hinrich von der Decken (1670–1736) auf Sande, Nienstedten, Döse und Laak, Kapitän und Deichgräfe
12a Johann Heinrich von der Decken-Offen (1699–1788) auf Sande, Nienstedten und Schölisch, Quartalsverschlags-Kommissär, wurde 1732 von der Familie von Offen adoptiert 
13h Carl Friedrich von der Decken-Offen (1744–1793) Kurfürst. hann. Kapitän
14b Caecilius von der Decken-Offen (1793–1878) auf Stellenfleth, Kgl. hann. Oberstleutnant der Kavallerie
15g Freiherr Wilhelm von der Decken-Offen (1832–1918) auf Stellenfleth, K.u.K. österreichischer Kämmerer und Generalmajor
15h Hermann Otto von der Decken-Offen (1834–1907) K.u.K. österr. Hauptmann
16b Wilhelm (Perle) von der Decken-Offen (1873–1956) auf Stellenfleth, Kgl. preuß. Oberstleutnant, Heimatforscher

### 4. Linie (jüngere Stellenflether Stammlinie)

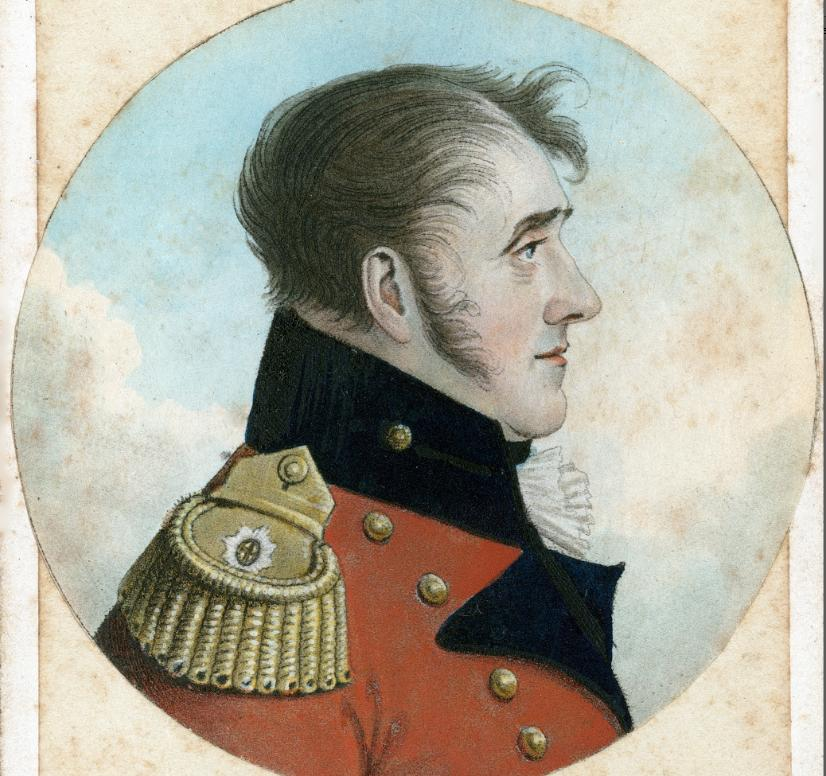
Abb. 6 Christoph von der Decken (1765–1846) genannt: de grote Christoffer

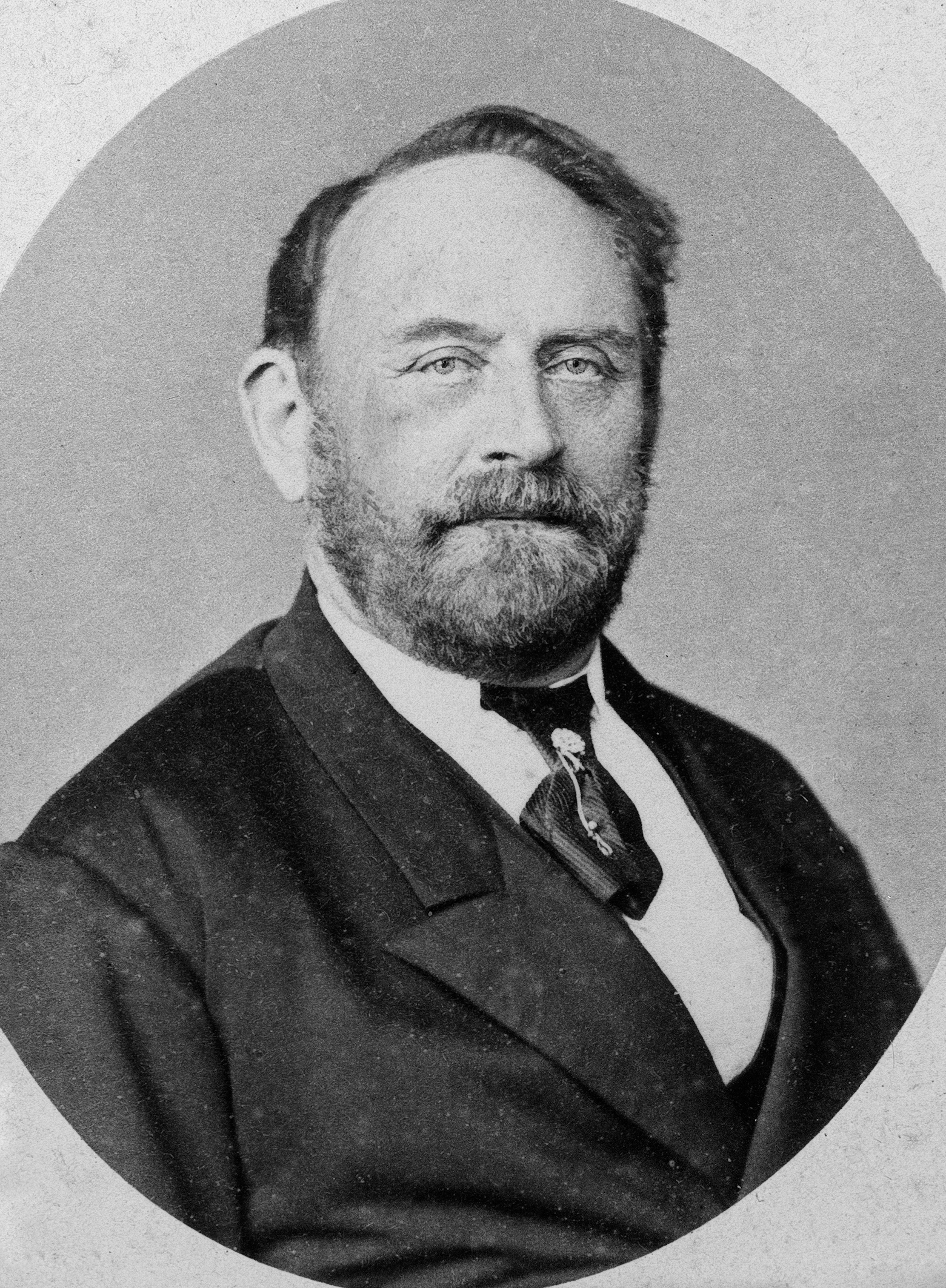
Abb. 7 Melchior von der Decken (1806–1880) Kgl. hann. Major, dann Amtmann in (Bergen) bei (Celle)

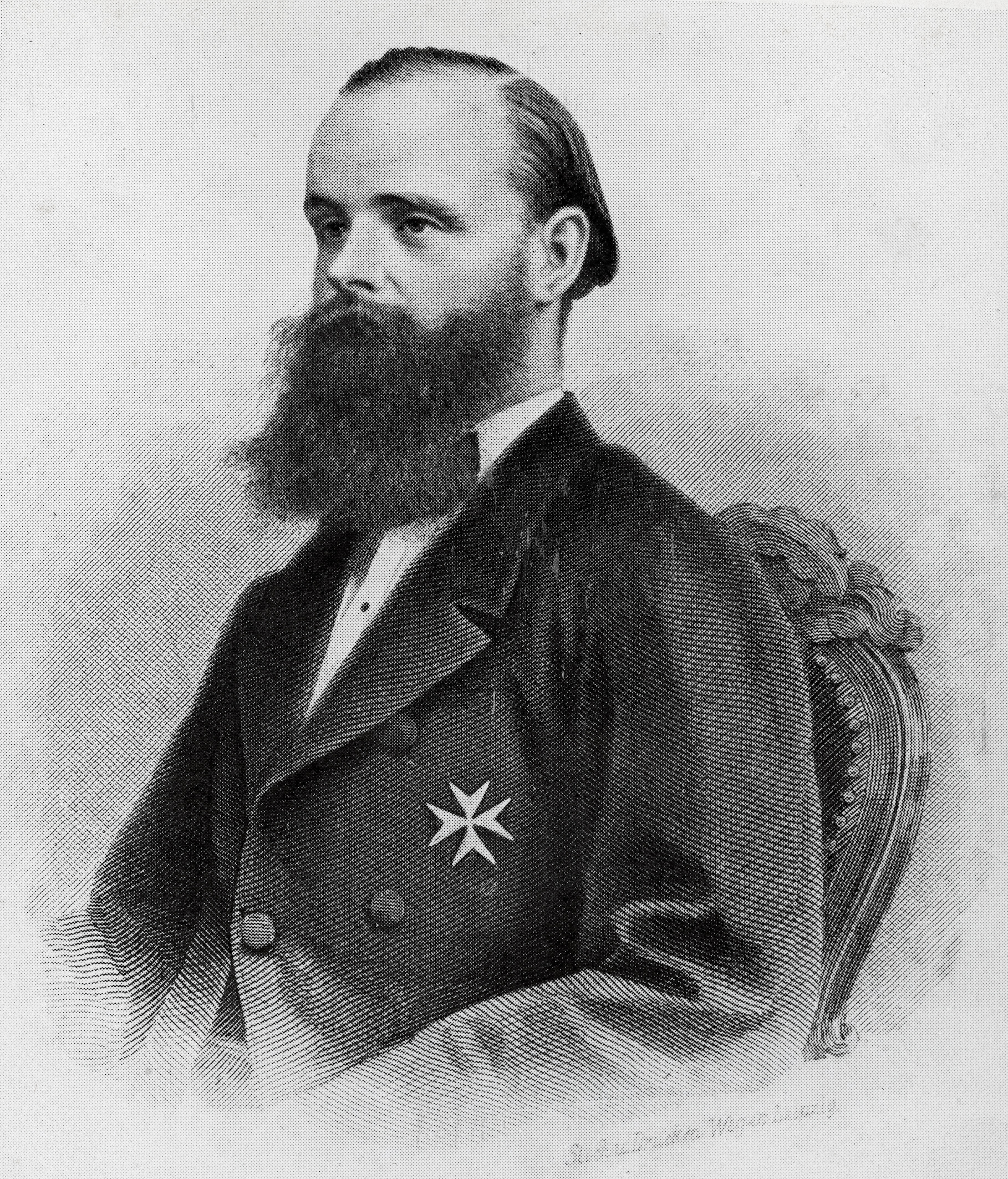
Abb. 8 Karl Klaus von der Decken (1833–1865), Entdeckungsreisender und Afrikaforscher

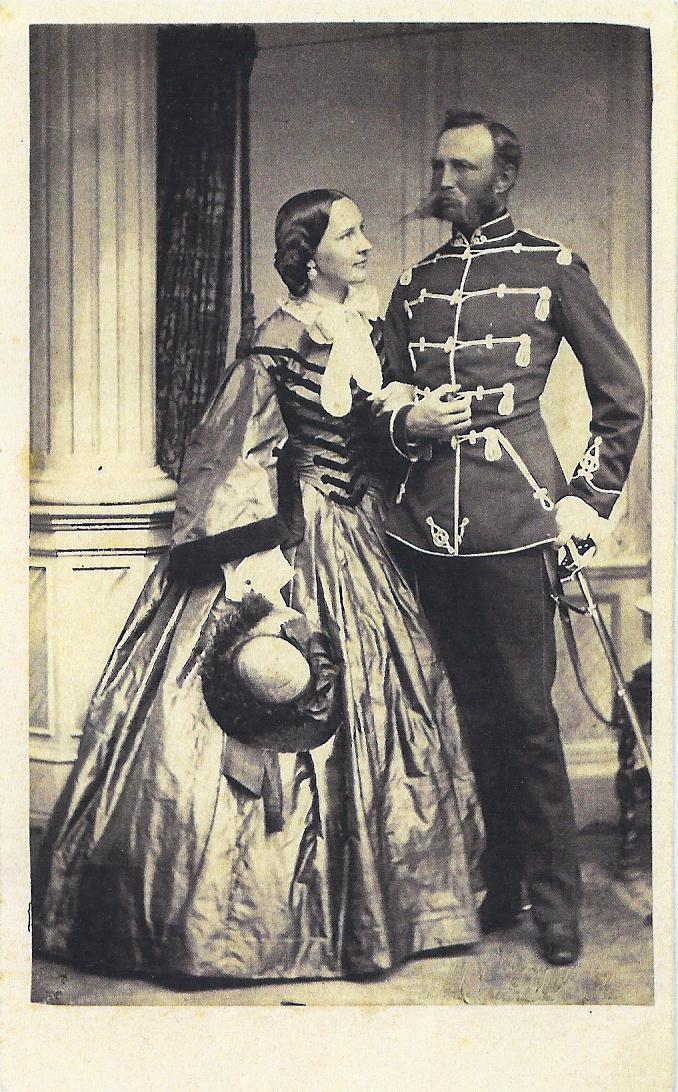
Abb. 9 Auguste mit ihrem Ehemann, dem Major Hieronimus von der Decken, eine Photographie von 1861

Claus von der Decken (1516–1588) auf Stellenfleth (Begründer der vierten Linie) – Vorfahren siehe oben
08h Henneke von der Decken (1552–1612) auf Stellenfleth
09d Johan von der Decken (1611–1661) auf Stellenfleth, holl. Rittmeister
10i Claus Benedict von der Decken (1650–1690) auf Stellenfleth, Landschaftsrat
11d Claus von der Decken (1683–1758) auf Stellenfleth I, Wechtern II und Laak III, RegRat in Stade
12k Christoph Siegmund (1724–1783) auf Neuhaus, Oberstleutnant im 6. hann. KavRgt
13d Christoph (de grote Christoffer) von der Decken (1765–1846) auf Bruchhof, Klinten, Niendiek im Amt Neuhaus, Kgl. hann. Oberstleutnant, Inhaber des Guelphen-Ordens  (siehe Abb. 6 rechts)
14d Melchior von der Decken (1806–1880) auf Klinten und Bruchhof, Major und Kgl. hann. Amtmann (erster Bremenser) (siehe Abb. 7 rechts)
15c Alexander Heinrich Christoph (1849–1915) auf Klinten, Senatspräsident
16b Melchior von der Decken (1886–1953) auf Klinten und Benzerhof, Senatspräsident am Hanseatischen Oberlandesgericht in Hamburg
08l Heinrich der Ältere von der Decken (1568–1632) auf Gauensiek und Drochtersen
09a Claus der Jüngere von der Decken (   –1661) auf Gauensiek, Rittershausen und Drochtersen
10a Hinrich von der Decken (   –1691) auf Rittershausen, Domherr in Lübeck
11e Claus von der Decken (1676–1721) auf Rittershausen, Hofgerichtsassessor
12a Nicolaus Benedict von der Decken (1704–1775) auf Rittershausen, Feldhof und Drochtersen
13d Claus von der Decken (1742–1826) auf Rittershausen, Feldhof, Drochtersen und Melkof, königlich hannoverscher Staatsminister, Inhaber des Guelphen-Ordens, (Kupferstich ... Geheimer Rath)
14g Friedrich 1791–1861 auf Melkof, Rittershausen und Eickhof, Kgl. hann. Rath und Abgeordneter in Mecklenburg
14i Ernst Carl von der Decken (1796–1846) auf Melkof
15a Julius von der Decken (1827–1867) auf Melkof
16b Adelheid von der Decken (1863–1933) auf Melkof ⚭ Graf Conrad von Kanitz a.d.H. Podangen (1844–1901) ⚭ II Graf Ewald von Kleist-Zützen (1861-1924)
16c Charlotte von der Decken (1863–1933) ⚭ Graf Friedrich von Hohenau (1857-1914), Sohn des Prinzen Albrecht von Preußen
15c Karl Klaus von der Decken (1833–1865) auf Rittershausen, Feldhof, Wischhof, Klein Berkentin und Eickhof, Kgl. hann. PLt der Kav. und Afrikaforscher (siehe Abb. 8 rechts)
13k Heinrich Alexander von der Decken (1749–1813) auf Balje und Oerichsheil, Kfstl. hann. Major
14c Nicolaus Benedict von der Decken (1784–1854) auf Balje, Kgl. hann. Oberhauptmann
15g Burchard Friedrich (Fritz) von der Decken (1833–1885) auf Ritterhof, Wechtern III, Kukenbüttel, Rittershausen und Hörne I, Landschaftsrat
16a Benedict Friedrich von der Decken (1859–1924) auf Ritterhof, Wechtern I und III, Kukenbüttel und Hörne I ⚭ Thora (1869–1951) aus Ringelheim, 1. Linie
17a Burchard-Friedrich von der Decken (1893–1961) auf Ritterhof, Wechtern I und III, Landschaftsrat
15h Carl Wilhelm Georg von der Decken (1835–1902) auf Schwinge, Balje und Rosenkranz
16c Carl Friedrich Julius von der Decken (1879–1955) auf Schwinge und Rosenkranz
17a Thassilo von der Decken (1911–1995) auf Schwinge, Oberkreisdirektor (Landrat) in Stade, Gründer und Präsident der Landschaft, Heimatforscher
13o Hedwig Elise (Hauptmannin) (1759–1848) auf Rosenkranz und Schölisch II, ⚭ Carl Hinrich (1752–1794) Ehevertrag von 1775
12d Carl Christian (1710–1769) auf Kukenbüttel, Hörne I und Wechtern III, hann. Oberst
13b Margarete Maria (1743–1805) ⚭ Joachim Friedrich v. dem Bussche (1732-1795) auf Francop. Sie sind Vorfahren von Claus von Amsberg und von Willem-Alexander dem König der Niederlande.
13d Carl Heinrich (1752–1794) auf Kukenbüttel, Schwinge, Hörne I, Wechtern III und Ritterhof, Hauptmann ⚭ Hedwig Elise (1759–1848) (Hauptmannin genannt nach dem Dienstgrad ihres Ehemanns) Ehevertrag von 1775
14e Claus von der Decken (1782–1839) auf Ritterhof, Wechtern III, Rosenkranz und Baljerhof, Oberhauptmann von Harburg (Jurist)
12e Hans Heinrich von der Decken (1711–1749) auf Laak
13d Claus von der Decken (1741–1803) auf Laak, Gräfe und Landrat
14c Hans Hermann von der Decken (1771–1829) Kgl. hann. Oberstleutnant
15i Hieronimus Benedict (1818–1875), Major und Kammerherr ⚭ Auguste Meyer (1827–1908) Als Schriftstellerin war sie bekannt unter dem Pseudonym Auguste von der Elbe. (siehe Abb. 9 rechts)
14f Weipart Ludolf Hieronimus Wigand von der Decken (1781–1845) auf Laak, Kgl. hann. Generalleutnant der Kavallerie, erforschte und ergänzte den Familienstammbaum

## Verbindungen zu namensähnlichen Familien oder Einzelpersonen
Bei alten Familien- und Ortsnamen erschweren ungenaue Schreibweisen und die verschiedenen Sprachen (Latein und Deutsch) die richtige Zuordnung zu Familien und Orten. Zum Beispiel wird in zwei Urkunden in Brandenburg 1343 geschrieben Hertoge Conrad von Decka statt Herzog Conrad von Teck und lateinisch Conradus dux de Decka statt Conradus dux de Teck. Oft können von einer Urkunde zur nächsten große Unterschiede der Schreibweise beobachten werden. Meist lässt sich so eine Verbindung von zwei verschiedenen Namen nur mit einer Vielzahl von Urkunden anhand von zusätzlichen Informationen wie Ortsangaben, Wappen, Verwandtschaftsangaben oder Vornamen bestätigen. Die Daten aus Urkunden reichen meist nicht für eine Aufnahme in die Stammtafeln oder widersprechen sogar einer Aufnahme von Personen gleichen oder ähnlichen Namens. Die Verbindungen zu den Wurzeln außerhalb von Kehdingen sind bisher nur vage Vermutungen, und Belege für diese Verbindungen fehlen.
In Siebmachers Wappenbuch von 1605 wird ebenfalls nicht auf den Unterschied von D und T geachtet. Statt V.DER TECKE muss dort auf Seite 181 „von der Decken“ gelesen werden.

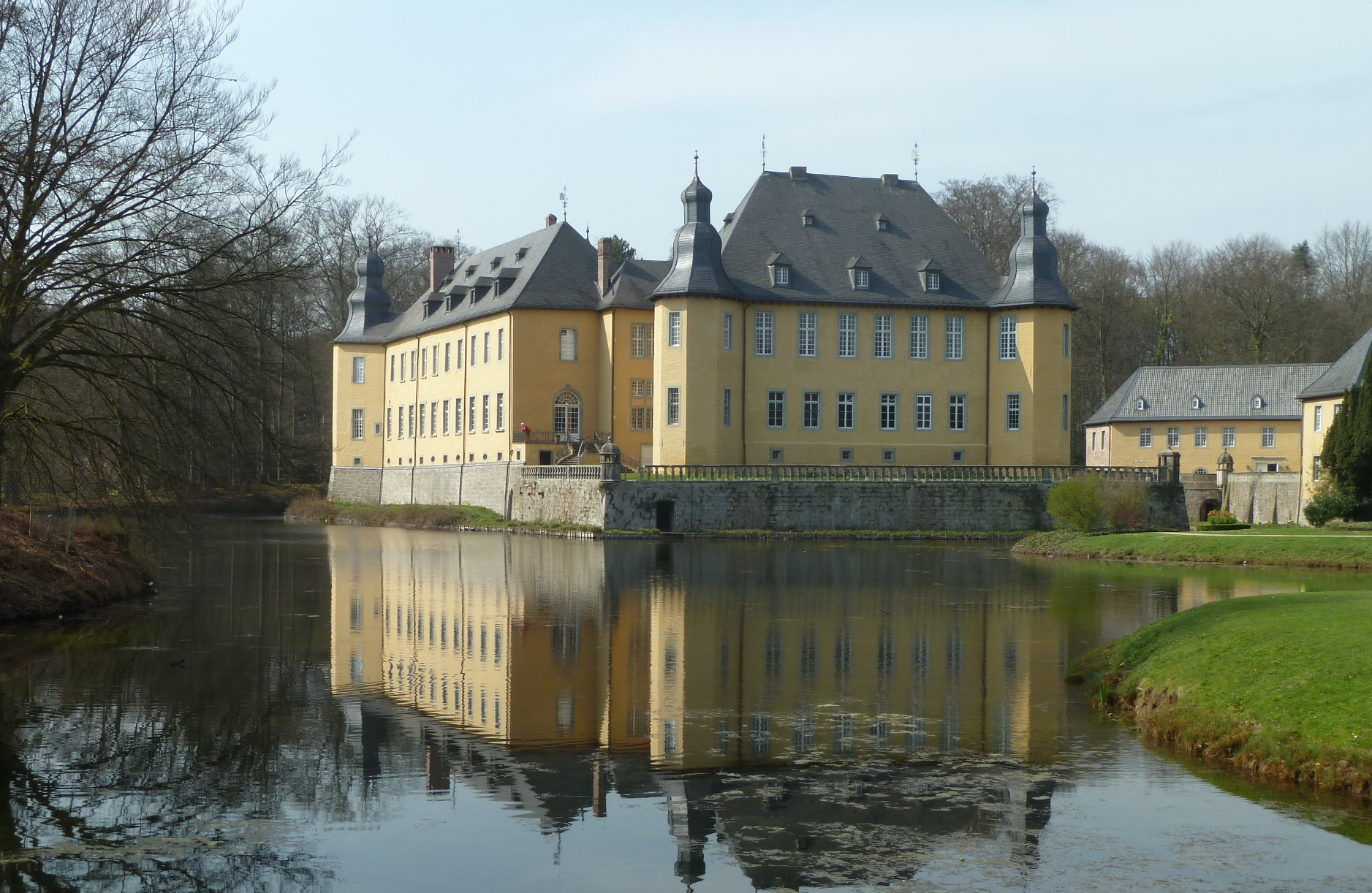
Schloss Dyck, eines der bedeutendsten Wasserschlösser des Rheinlandes, gehörte um 1200 Cunradus de Dikka.

### Keine direkte Verwandtschaft zu Cunradus de Dikka auf Schloss Dyck
Aufgrund der Namensähnlichkeit vermutete 2006 der Familienforscher Hans Christian Brandenburg eine Verwandtschaft der Familie von der Decken mit Cunradus de Dikka, der 1202 zusammen mit seinem Sohn eine Erbteilungsurkunde von den Söhnen Heinrichs des Löwen bezeugte. Nach dem Fund weiterer Urkunden zu Cunradus de Dikka konnte eine Verbindung der Familien nicht bestätigt werden. Die Familie de Dikka = von Dyck war am Niederrhein zwischen Grevenbroich und Mönchengladbach zu Hause, und ihr gehörte seit 1094 das Wasserschloss Dyck. Als die Herren von Dyck 1394 im Mannesstamm ausstarben, erbten Schloss Dyck die Herren von Reifferscheidt. 1413 erbten die Herren von Reifferscheidt-Dyck zusätzlich den Besitz der Altgrafen von Salm und führten ab 1455 den Namen Salm-Reifferscheidt-Dyck.
Eine nicht verwandtschaftliche Familienverbindung gab es von 1919 bis 1924. Damals war Maria Margaretha (Magit) von der Decken Hofdame beim Fürsten Alfred zu Salm-Reifferscheidt. Magit (1882–1924) war das neunte Kind von Gideon von der Decken und seiner Frau Maria Josefa Sthamer. Magit starb zwei Tage nach einem tragischen Zusammenstoß von Auto und Eisenbahn an einem Bahnübergang in der Nähe von Schloss Dyck. Der Fürst und der Chauffeur verstarben am Unfallort.

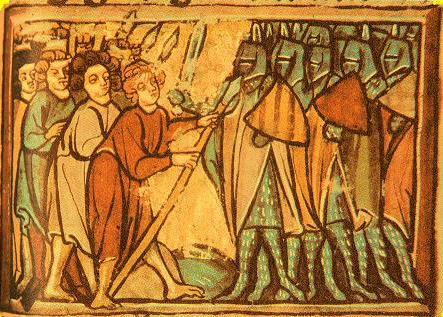
Die Schlacht bei Altenesch an der Weser im Jahr 1234

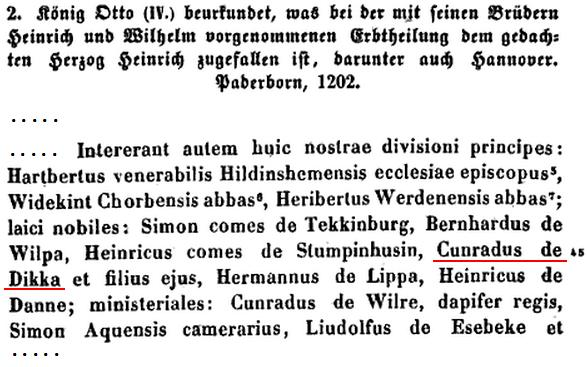
Auszug aus einer Erbteilungsurkunde der Söhne von Heinrich dem Löwen von 1202, die Cunradus de Dikka bestätigte.

### Detmar tom Dieke auch: tom Dyk oder vom Dike
Detmar vom Dike (Thedmarus de Aggere) war Stedinger Heerführer. Er ist am 27. Mai 1234 gefallen in der Schlacht bei Altenesch. Die Verbindung zu unserer Familie ist eine forsche Behauptung im Artikel zu den Stedinger Helden von Hans Werding. Das Wappen mit Kesselhaken für die Familie tom Dieke ist nicht belegt. Zur Geschichte der Stedinger gibt es eine neue Promotionsarbeit, die mit vielen Quellenangaben zu Detmar vom Dieke berichtet, er sei friesischer Hofbesitzer, Schöffe, Deichrichter, Bauernführer und Heerführer gewesen.
Es muss zwischen den Namen Diek/Dik/Dyk und Deken/Decken unterschieden werden. Diek ist das plattdeutsche Wort für Deich. Für Deken/Decken und das lateinische Deca ist die Bedeutung des Namens nicht eindeutig herzuleiten.  Möglich ist die Herkunft des Namens: erstens von dem Ort Deken  im Amte Neuhaus, der schon 1301 erwähnt wird, aber heute ist Alten-Decken nicht mehr ein Ort, sondern nur noch eine Straße am Ostufer der Oste in Geversdorf, zweitens von einem unbekannten Bach mit dem Namen Deke oder drittens von dem Amt: Deken ist der plattdeutsche Ausdruck für Dekan.

### Der Name „de Deken“ in Belgien, in den Niederlanden und im Raum Bremen
Nikolaus de Deken auf Wechtern und Kampe wird 1360 erwähnt. Er ist der erste von der Decken in den Stammtafeln der Familie von der Decken; von diesem Nikolaus stammen alle lebenden von der Decken. Er lebte etwa von 1290 bis nach 1360.
Zu den folgenden drei de Deken konnte bisher keine verwandtschaftliche Verbindung gefunden werden:
Claves de Deken war Ratsherr in Bremen. Er wurde 1366 auf der Rathaustreppe erschlagen. Siehe auch Hans Werding in seinem kritisch zu betrachtenden Artikel über die Stedinger, die angeblich nach Kehdingen auswanderten.
Mauritius de Deken war 1362 aus Oldenburg oder Bremen, berichtet der Lübecker Franziskaner Detmar in einer niederdeutschen Chronik: „Des stichtes vormunder van Bremen was her Mauritius de deken; he was en here van Oldenborch unde was menlik unde en gud broddegen. De hertoge van Luneborch bouwede do en slot up de Wummene; dat het de Louwenbrughe.“ Auf Hochdeutsch: Des Erbauers(oder Gründers) Vormund aus Bremen war Mauritius de Deken; er war ein Herr aus Oldenburg und ein großzügiger Mann. Der Herzog von Lüneburg baute dort ein Schloss an der Wümme; das hieß Lauenbrück.
Willem de Deken, geb. in Brügge etwa 1274, hingerichtet in Paris am 24. Dezember 1328. Er war Bürgermeister von Brügge und Heerführer beim Aufstand in Flandern.
Den Familiennamen de Deken gibt es bis heute in Belgien und den Niederlanden.

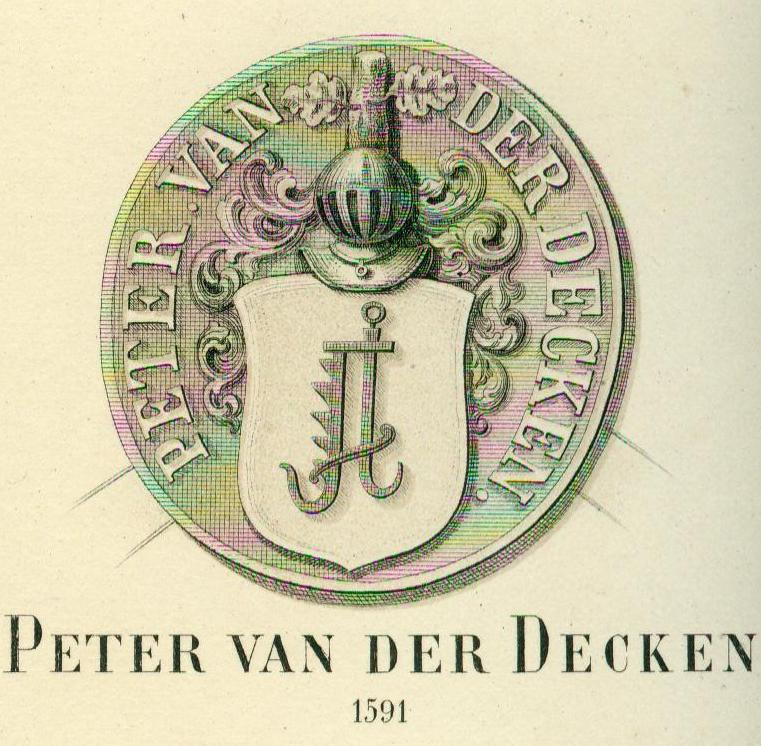
Siegel des Peter von der Decken aus dem Jahr 1591

### Der Name „van der Decken“
Im Siegel von 1591 für Peter van der Decken, einen Enkel des Bürgermeisters Claus von der Decken, beginnt der Name nicht mit „von“, sondern mit „van“ (eine Abbildung des Siegels siehe rechts). Diese Schreibweise mit „van“ findet sich auch in den meisten Urkunden bis ins 16. Jahrhundert und bei Peters Vater, Hermann. Er ist der Stifter der ersten Linie. Hermanus van Deken studierte 1521/22 in Rostock.
Bekannt ist der Name van der Decken durch den Kapitän in der Sage: „Fliegender Holländer“. Die Sage wurde 1834 von Heinrich Heine in seiner Erzählung „Aus den Memoiren des Herren von Schnabelewopski“ verwendet, und Richard Wagner, der mit Heine in Paris freundschaftlich verkehrte, ließ sich von der Erzählung inspirieren und schrieb 1841 seine Oper „Der Fliegende Holländer“.
In den Niederlanden ist der Name van der Decken wenig verbreitet.

## Zwei Urkunden zur Familiengeschichte von 1250 und 1360

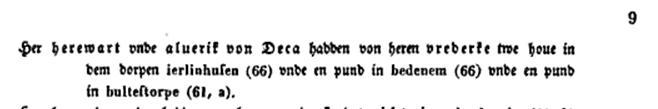
Ausschnitt aus dem Hoyer Urkundenbuch von 1865 Herausgeber: Wilhelm v. Hodenberg - Heft IV - Hoyer Lehne - Seite 9 - oben - dort ist der Text einer Urkunde von 1250/55 mit den Pächtern Herewart und Alverik von Deca

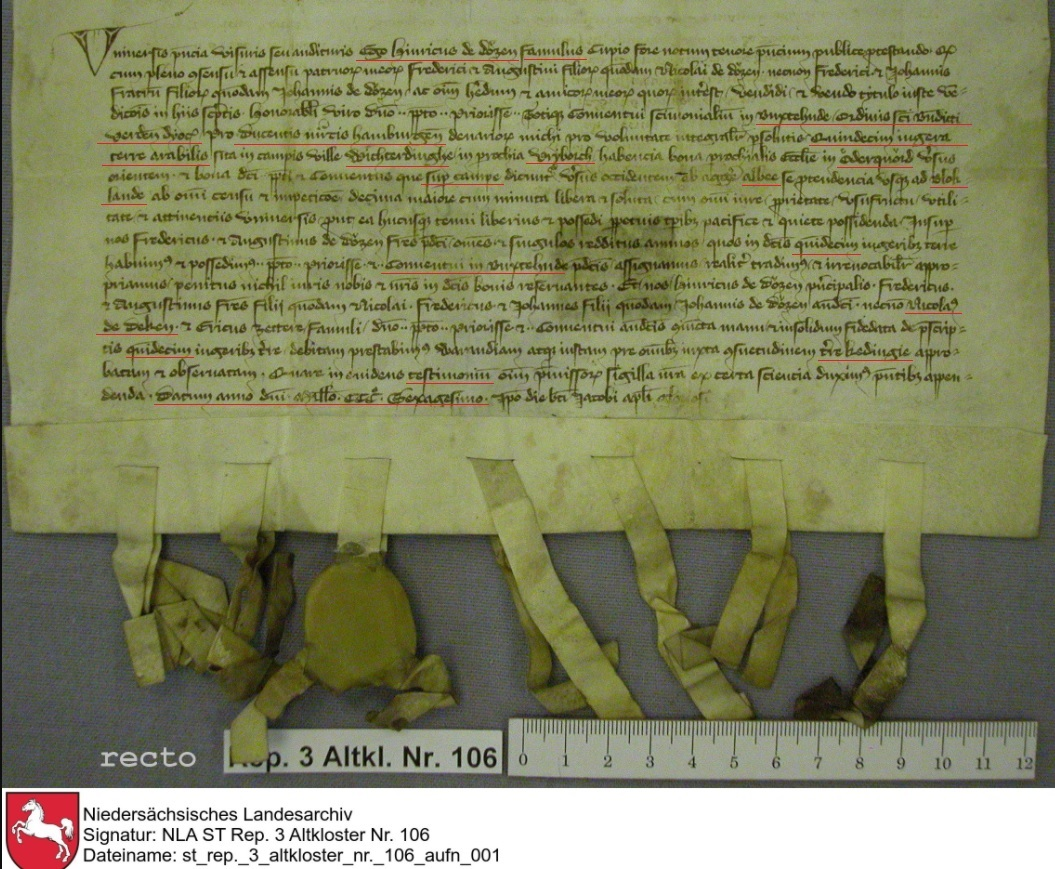
Urkunde von 1360. Hinricus von der Döse verkauft 15 Morgen Land an das Kloster Buxtehude. Zeugen sind Nicolas de Deken & ... Original im Staatsarchiv Stade Rep 3, Altkloster 106

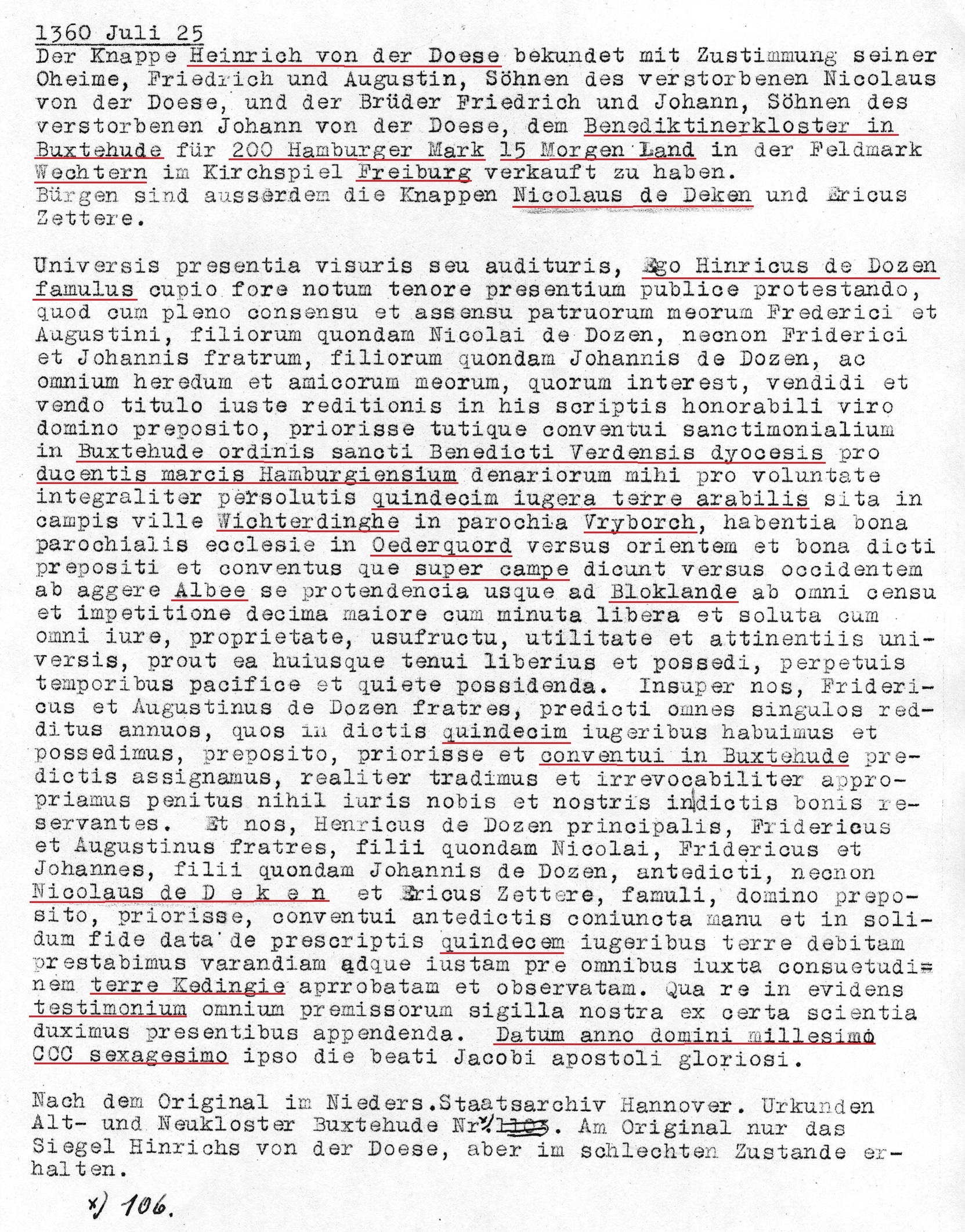
Regest und Abschrift der Urkunde von 1360 im Nachlass von Wilhelm vdD-Offen im Stadtarchiv Stade Johannisstr. 5

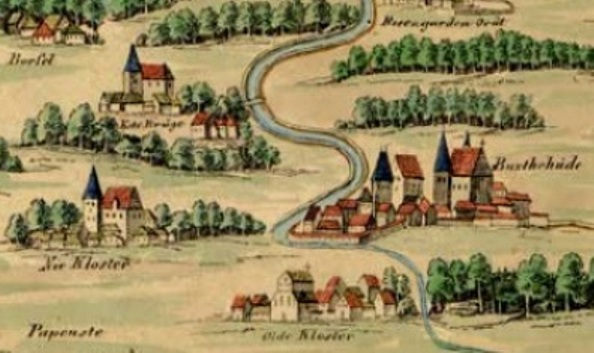
Buxtehude und das Olde Kloster auf Melchior Lorcks Elbkarte von 1568

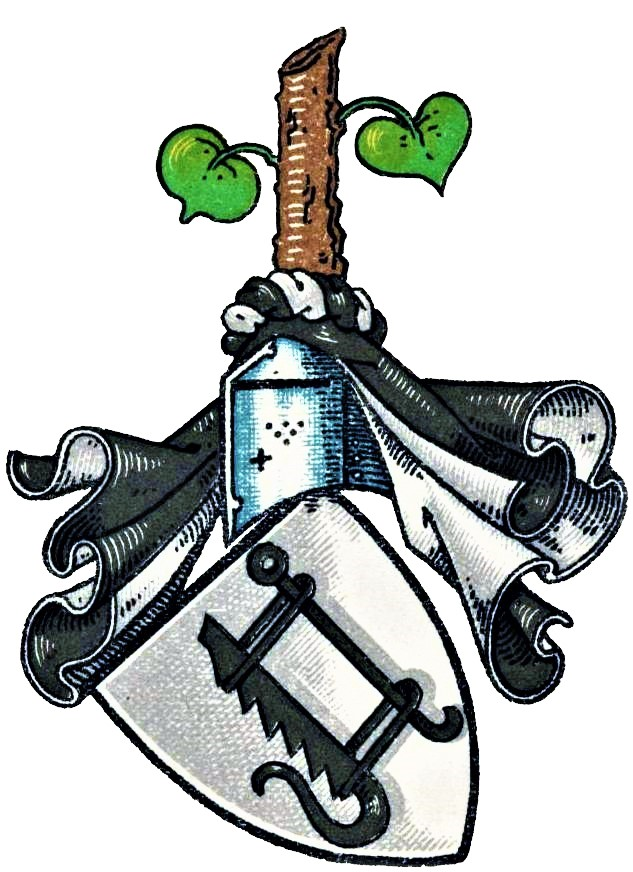
Wappen der Familie von der Decken im Wappen- buch des westfälischen Adels 1903 [https://digital.ub.uni-duesseldorf.de/ihd/content/pageview/8365410 2. Band Tafel 91

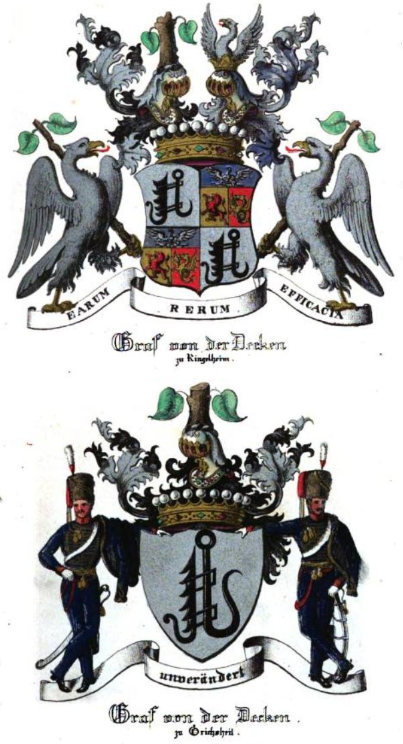
Wappen der Grafen v. der Decken im Wappenbuch des Königreichs Hannover ... 1852 [https://books.google.de/books?id=EtJiSdQrnqsC&dq=grothe%20geschlechts%20wappenbuch%20hannover&hl=de&pg=PA18#v=onepage&q=grothe%20geschlechts%20wappenbuch%20hannover&f=false Tafel A 18

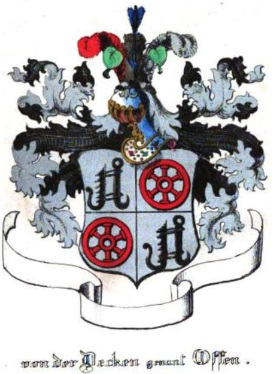
Wappen der Familie v. der Decken-Offen im Wappenbuch des Königreichs Hannover 1852 [https://books.google.de/books?id=EtJiSdQrnqsC&dq=grothe%20geschlechts%20wappenbuch%20hannover&hl=de&pg=RA2-PA50#v=onepage&q=c50&f=false Tafel C 50

### Etwa 1250: Herewart und Alverik von Deca als Pächter genannt
Herewart und Alverik von Deca sind die ersten nachgewiesenen Mitglieder der Familie von der Decken.
Das Hoyer Urkundenbuch von 1855 berichtet von einer Urkunde aus der Zeit von 1250 bis 1255. Herewart und Alverik von Deca sind in der Urkunde die Pächter von Land beim heutigen Neuhaus an der Oste.
Der Text dieser ältesten Urkunde zur Familiengeschichte lautet: Her herewart unde alverik von Deca hadden von heren vredeke twe houe in dem dorpen ierlinhusen unde en pund in bedenem unde en pund in bulestrope.
Das heißt in heutigem Deutsch: Herr Herewart und Alverich von Deca hatten (gepachtet) von dem Herren Friedrich von Haseldorf zwei Höfe in dem Dorf Ierlinhusen und ein Pfund (Abgaben) in Belum (damals „Bedenem“ genannt) und ein Pfund (Abgaben) in Bülsdorf, damals „Bulcenthorp“. (Bülsdorf ist der älteste Teil von Neuhaus.)

### 1360: Nicolaus de Deken als Zeuge in einer Urkunde
Auf diesen Nicolaus lassen sich die Vorfahren aller Familienmitglieder lückenlos zurückverfolgen.
Die Urkunde vom 25. Juli 1360 hat folgenden Inhalt:
Der Knappe Heinrich von der Doese bekundet mit Zustimmung seiner Oheime, Friedrich und Augustin, Söhnen des verstorbenen Nicolaus von der Doese, und der Brüder Friedrich und Johann, Söhnen des verstorbenen Johann von der Doese, dem Benediktinerkloster in Buxtehude für 200 Hamburger Mark 15 Morgen Land in der Feldmark Wechtern im Kirchspiel Freiburg verkauft zu haben.
Bürgen sind außerdem die Knappen Nicolas de Deken und Ericus Zettere.
Unterstrichen sind in Urkunde, Abschrift und Regest die folgenden Namen und Worte:
Ego Hinricus de Dozen famulus = Ich Heinrich von der Döse Knappe 

(Die Kehdinger Familie von der Döse ist ausgestorben; siehe Mushard 1720);
ordinis sancti Benedicti Verdensis dyocesis = Orden St. Benedikt Diözese/Bistum Verden;

Buxtehude;   ducentis marcis Hamburgensium = 200 Hamburger Mark;

quindecim iugera terre arabilis = fünfzehn Morgen Ackerland;

Wichterdinghe = Wechtern;   Vryborch = Freiburg;   Oederquord = Oederquart;
super campe = auf dem Kampe (zwischen Wechtern und Freiburg);

aggere Albee = Deich Elbe = Elbdeich;   Bloklande = ???;   conventui in Buxtehude = Kloster Buxtehude;  

Nicolas de Deken;   terre Kedingie = Land Kehdingen;   testimonium = Bezeugung;

Datum anno domini millesimo CCC sexagesimo = im Jahre des Herren 1360